# Остров Папенберг
Остров Папенберг (известен также как остров Змеиный) — небольшой живописный остров в бухте Новик Русского острова.

## Географическое положение
Расположен в заливе Петра Великого в Японском море, в бухте Новик, на границе южной и северной её частей, у входа в бухту Труда. Берега скалистые и обрывистые за исключением юго-восточного, представляющего собой небольшую галечниковую косу.
Территория острова — около 0,31 га, длина — около 90 м, ширина — до 50 м. Остров покрыт сравнительно густым лесом, состоящим из дуба, липы, встречается и берёза. В наиболее высокой части острова установлен триангуляционный знак. Полностью необитаем. Летом посещается туристами, зимой — рыбаками (остров вмерзает в лёд, и добраться до него можно пешком или на автомобиле).
Интересен тем, что является «островом внутри острова», так как бухта Новик глубоко вдаётся в северо-восточную часть острова Русский.